# Mirta Yáñez
Mirta Gloria Yáñez Quiñoa (La Habana, 1947) es una filóloga, poetisa, ensayista, narradora, investigadora y periodista cubana. Desde 2015 es miembro de la Academia Cubana de la Lengua. Es especialista en literatura latinoamericana y cubana y en estudios acerca del discurso literario femenino cubano y autora de una veintena de libros. En diciembre de 2018 ganó Premio Nacional de Literatura de Cuba.

## Biografía
Nació en La Habana en 1947, donde continúa residiendo. 
Después de graduarse de bachiller en el Instituto Preuniversitario Especial Raúl Cepero Bonilla, considerado entonces como centro para adolescentes de alto rendimiento, ingresó en 1965 en la Universidad de La Habana. Es Doctora en Ciencias Filológicas (1991) y Licenciada en Lengua y Literaturas Hispánicas especializada en literatura latinoamericana del siglo XIX y la literatura contemporánea cubana, en especial del discurso femenino.
Además periodista y profesora universitaria, ha participado en seminarios y coloquios, así como ha ofrecido numerosos cursos y conferencias en universidades y centros de estudios de Europa, Estados Unidos y América Latina.  
El premio de poesía del Concurso 13 de Marzo, obtenido en 1970 por Las visitas, fue el primero entre las muchas distinciones que ha recibido a lo largo de su trayectoria como escritora de amplio registro. 
Considerada una de las más relevantes intelectuales de su generación, se ha destacado en prácticamente todos los géneros que cultiva: lírica, relatos, novelas, ensayos. Guionista para el cine y la televisión, tiene también una extensa bibliografía como periodista y crítica literaria. 
Ha sido una de las principales investigadoras del discurso femenino en la literatura cubana, con énfasis en la narrativa y sus trabajos, en colaboración con la también escritora Nancy Alonso, han contribuido a difundir la obra de autoras prácticamente olvidadas o poco conocidas en el panorama de la literatura cubana. Es responsable, junto a Marilyn Bobes, de la aparición de la antología Estatuas de sal, cuyo prólogo escribió y que recoge relatos de diversas autoras cubanas desde los tiempos coloniales hasta la década del noventa del siglo veinte.
Es conocida por su postura feminista, como una continuadora de la obra de Camila Henríquez Ureña. 
Desde marzo de 2015 forma parte de la Academia Cubana de la Lengua ocupando el sillón R vacante desde el fallecimiento de la lingüista Gisela Cárdenas Molina. Pronunció el discurso "El personaje femenino en la narrativa del romanticismo latinoamericano".
En distintas épocas ha desempeñado tareas diversas tales como: jefa del Departamento de Actividades Culturales en la Dirección de Extensión Universitaria, como lectora e investigadora visitante del Centre des Recherches Latino-Américaines de la Université de Poitiers, en la organización del Ateneo de la Crítica, entre otras. También formó parte del Consejo de Dirección del Centro Wifredo Lam donde encabezó el equipo que confeccionó el Catálogo de la “II Bienal de La Habana”.
Ha sido invitada a participar en numerosas actividades literarias en diversos países de Europa y América Latina.
El 29 de enero de 2019 es entrevistada por Amury Pérez Vidal en su programa de la televisión cubana, Con 2 que se quieran, en su tercera temporada, transmitida en horario estelar por CUBAVISIÓN. Ante una pregunta del presentador sobre la muerte de su hermano, el también poeta y guionista Alberto Yáñez, visiblemente afectada confiesa  que después de 10 años sigue esperando una respuesta de lo sucedido, por parte de las autoridades policiales. Tema que aún no le ha sido esclarecido. En este mismo programa dice considerarse una persona solitaria, aunque no se siente sola. Para ella es la soledad, junto con la tranquilidad, una de las cuestiones necesarias para poder concentrarse en su trabajo, es eso una de las cosas que más le gusta de su barrio en Cojímar.
El 8 de febrero de 2019, recibe el Premio Nacional de Literatura durante la 28 Feria Internacional del Libro de La Habana. El lauro, concedido por el Instituto Cubano del Libro, se le confiere en reconocimiento a su labor como una de las investigadoras del discurso femenino en la literatura del país. De acuerdo con el jurado encargado de otorgar la distinción, la narrativa de Yáñez contribuye a difundir la obra de autoras prácticamente olvidadas o poco conocidas en el panorama de la literatura cubana. 

## Obra

### Narrativa
- sangra por la herida. Novela. La Habana, Ediciones Unión y Letras Cubanas, 2010.

- El búfalo ciego y otros cuentos. La Habana, Ediciones Unión, 2008. Compilación de 24 relatos provenientes de 4 libros anteriores: Todos los negros tomamos café, La Habana es una ciudad bien grande, El diablo son las cosas y Falsos documentos

- Serafín y las aventuras en el Reino de los Comejenes. Relato infantil. La Habana,  Colección Dienteleche, Ediciones Unión, 2007

- Falsos documentos. Cuentos. La Habana, Colección Vagabundo del Alba, Ediciones Unión, 2005 (otras ediciones: Ciudad de La Habana, Plan Especial, Ediciones Unión, 2007)

- Narraciones desordenadas e incompletas. La Habana, Ed. Letras Cubanas, 1997

- El diablo son las cosas. Cuentos. La Habana, Ed. Letras Cubanas, 1988 (otras ediciones: Edición del autor, Tucumán, 1993; Ciudad de La Habana, Ed. Letras Cubanas, 2000)

- La hora de los mameyes. Novela. La Habana, Ed. Letras Cubanas, 1983

- Yo soy Jack Johnson. Relato. En Cuentos de boxeo, La Habana, Ed. Arte y Literatura, 1982

- La Habana es una ciudad bien grande. Cuentos. La Habana, Ed. Letras Cubanas, 1980

- Serafín y sus aventuras con los caballitos. Novela infantil. La Habana, Ed. Gente Nueva, 1979 (otras ediciones: Ciudad de La Habana, Ed. Gente Nueva, 1987, —con ilustraciones de la autora— 2003; con otro título, La fiesta de los caballitos. México: Ed. Progreso, 2006)

- Todos los negros tomamos café. La Habana, Ed. Arte y Literatura, Instituto Cubano del Libro, 1976 (otras ediciones: Edición del autor, Tucumán, 1993)

### Poesía
- Un solo bosque negro. La Habana, Ed. Letras Cubanas, 2003

- Algún lugar en ruinas. La Habana, Ediciones Unión, 1997

- Poesía casi completa de Jiribilla el conejo. Poesía para niños. La Habana, Ed. Gente Nueva, 1994

- Poemas. Colombia, Ed. Embalaje, 1987

- Las visitas y otros poemas. La Habana, Ed. Letras Cubanas, 1986. Este libro fue incluido en la Exposición White Ravens 1989, organizada anualmente por la Biblioteca Internacional de la Juventud, Múnich, Alemania

- Las visitas. Poesía. La Habana, Imprenta Universitaria, Universidad de La Habana, 1971

### Ensayo y crítica
- Cubanas a capítulo. Segunda temporada. La Habna, Ed. Unión, 2009.

- El Matadero: un modelo para desarmar. La Habana, Ed. Letras Cubanas, 2005

- Cubanas a capítulo. Santiago de Cuba, Ed. Oriente, 2000

- La narrativa romántica en Latinoamérica. La Habana, Colección “Giraldilla”, Ed. Letras Cubanas, 1990

- El mundo literario prehispánico (en colaboración). La Habana, Imprenta Universitaria, 1986

### Miscelánea
- Cenicienta. Versión teatral. La Habana, Ed. Gente Nueva, 2006

- Del azafrán al lirio. Textos variados. La Habana, Ed. Extramuros, 2006

- Camila y Camila. Testimonio. La Habana, Ed. Pablo, 2003

- Álbum de poetisas cubanas (Selección e introducción). La Habana, Ed. Letras Cubanas, 1997 (reedición: La Habana, Plan Especial, Ed. Letras Cubanas, 2003)

- Estatuas de sal. Cuentistas cubanas contemporáneas. Panorama crítico (1959-1995). Selección, introducción y notas (en colaboración). La Habana, Ed. Unión, 1996 (reedición revisada. La Habana, Ed. Unión, 2008)

- Una memoria de elefante. Testimonio. La Habana, Ed. Abril de 1991

- Antología del soneto hispanoamericano (Selección y prólogo). La Habana, Ed. Arte y Literatura, 1988

- La novela romántica latinoamericana (Selección, prólogo y notas). La Habana, Colección “Valoración Múltiple”, Ed. Casa de las Américas, 1978

- Quiénes eran los aztecas. Divulgación. La Habana, Centro de Información Científico-Técnica de la Universidad de La Habana, 1974

### Obra traducida
- Blessure ouverte. Novela. Francia, Ed. L´Harmattan, 2011.

- Havana is a really big city and other short stories. Cuentos. USA, Ed.Cubanabooks, 2010.

- Faux Papiers Falsos documentos. Cuentos, edición bilingüe. Saint-Nazaire, France, Ed. MEET, 2007.

- Havanna ist eine ziemlich grosse stadt. Cuentos. Bremen, Ed. Atlantik, 2001.

- Making a Scene: An Anthology of Short Stories by Cuban Women Writers. Selección e introducción. England, Mango Publishing, 2002.

- Cubana. Selección e introducción. Boston, Beacon Press, 1998.

## Premios
- 1970: Premio de Poesía del Concurso 13 de Marzo por el poemario Las visitas
- 1977: Premio de Narrativa del concurso La Edad de Oro
- 1988: Premio de la Crítica por el libro de cuentos El diablo son las cosas
- 1990: Premio de la Crítica por el ensayo La narrativa romántica en Latinoamérica
- 1999: Premio Memoria otorgado por el Centro Cultural Pablo de la Torriente Brau
- 2001: Forderpreis der Iniciative LiBeraturpreis, Frankfurt, Alemania
- 2005: Premio de la Crítica por el libro de cuentos Falsos Documentos
- 2010: Premio de la Crítica por la novela Sangra por la herida
- 2012: Premio de la Academia Cubana de la Lengua por Sangra por la herida
- 2018: Premio Nacional de Literatura de Cuba